# Lukostřelba na Letních olympijských hrách 2000
Lukostřelba na Letních olympijských hrách 2000 obsahovala celkem čtyři soutěže od 16. do 22. září 2000. Dějištěm byl Sydneyský mezinárodní lukostřelecký park.

## Průběh soutěží
Jižní Korea ovládla soutěže a získala tři ze čtyř zlatých medailí. Její suverenita vynikla v soutěži žen, kde Korejky obsadily první tři místa, družstvo Korejek v základním kole o 10 bodů překonalo nástřelem 1994 bodů světový rekord a další světový rekord si připsalo v součtu semifinálového a finálového kola (502 bodů z 54 šípů). Devětadvacetiletá Kim Soo-nyung doplnila svou medailovou sbírku na čtyři zlaté, jednu stříbrnou a jednu bronzovou medaili přesto, že vynechala olympijské hry v Atlantě. Korejci vyhráli i týmovou soutěž mužů. Na předpokládanou bouřlivou atmosféru se připravovali mimo jiné tak, že tři týdny před olympiádou před baseballovým zápasem v Soulu absolvovali trénink před nepřátelsky naladěným publikem.
Pořadatelská země se dočkala zlata v soutěži mužů, kde vyhrál nejzkušenější ze startujících australských lukostřelců Simon Fairweather (startoval na svých čtvrtých hrách a před devíti lety se stal mistrem světa). Na předchozích hrách ale neuspěl a první medaili vybojoval až před domácím publikem ve větrném finále proti Američanovi Viku Wunderlemu. Vedl po celé finále, ale poslední šíp z nervozity odložil a nakonec předvedl nejhorší ránu závodu. Přesto zvítězil o sedm bodů. Získal tak první australské olympijské zlato v lukostřelbě.

## Medailisté

### Muži
| Kategorie   | Zlato                                                          | Stříbro                                                           | Bronz                                                                   |
| ----------- | -------------------------------------------------------------- | ----------------------------------------------------------------- | ----------------------------------------------------------------------- |
| Jednotlivci | Simon Fairweather · Austrálie (AUS)                            | Vic Wunderle · Spojené státy americké (USA)                       | Wietse van Alten · Nizozemsko (NED)                                     |
| Družstvo    | Jižní Korea (KOR) · Jang Yong-Ho · Kim Chung-tae · Oh Kyo-Moon | Itálie (ITA) · Matteo Bisiani · Ilario Di Buò · Michele Frangilli | Spojené státy americké (USA) · Butch Johnson · Rod White · Vic Wunderle |

### Ženy
| Kategorie     | Zlato                                                         | Stříbro                                                                  | Bronz                                                                   |
| ------------- | ------------------------------------------------------------- | ------------------------------------------------------------------------ | ----------------------------------------------------------------------- |
| Jednotlivkyně | Jun Mi-čin · Jižní Korea (KOR)                                | Kim Nam-Soon · Jižní Korea (KOR)                                         | Kim Soo-Nyung · Jižní Korea (KOR)                                       |
| Družstvo      | Jižní Korea (KOR) · Kim Nam-Soon · Kim Soo-Nyung · Jun Mi-čin | Ukrajina (UKR) · Nataliya Burdeyna · Olena Sadovnycha · Kateryna Serdyuk | Německo (GER) · Barbara Mensing · Cornelia Pfohl · Sandra Wagner-Sachse |

## Medailové pořadí
| Pořadí | Země                         | Zlato | Stříbro | Bronz | Celkově |
| ------ | ---------------------------- | ----- | ------- | ----- | ------- |
| 1      | Jižní Korea (KOR)            | 3     | 1       | 1     | 5       |
| 2      | Austrálie (AUS)              | 1     | 0       | 0     | 1       |
| 3      | Spojené státy americké (USA) | 0     | 1       | 1     | 2       |
| 4      | Itálie (ITA)                 | 0     | 1       | 0     | 1       |
| 4      | Ukrajina (UKR)               | 0     | 1       | 0     | 1       |
| 6      | Německo (GER)                | 0     | 0       | 1     | 1       |
| 6      | Nizozemsko (NED)             | 0     | 0       | 1     | 1       |